# Dinara Sadretdinova
Dinara Rafikovna Sadretdinova  (Russisch: Динара Рафиковна Садретдинова; Tataars: Dinara Rafik qızı Sadretdinova) (Moskou, 4 juni 1976) is een Russische actrice en televisiepresentatrice van Tataarse afkomst. 

## Carrière
Van 1999 tot 2001 presenteerde Sadretdinova het televisieprogramma Islam op de zender AST. Van 2002 tot 2015 was ze de presentatrice van het recreatieprogramma Muslims op de televisiezender Rossiya 1 en was destijds de eerste Russische presentatrice met een hidjab. In maart 2008 was Sadretdinova de eregast op het  Al Jazeera International Documentary Film Festival in Qatar. Ze was bovendien twee keer de eregast en presentatrice van het "Kazan International Festival of Muslim Cinema". Sadretdinova heeft ook deelgenomen aan het internationale mediaforum in de  Republiek Adygea. In oktober 2010 maakte ze onderdeel uit van de Russische conferentie in Tsjetsjenië en werd in dat jaar benoemd als een van de "beste 10 vrouwelijke journalisten in de islamitische wereld". Op de internationale conferentie van vrouwelijke journalisten, gehouden in Iran, werd ze bekroond met de internationale prijs "The Word Zainab". Sadretdinova is mede-oprichter van de liefdadigheidsinstelling Dom Dobroty (Russisch: Дом доброты; letterlijk vertaald 'Huis der Vriendelijkheid'), die kosteloos levensmiddelen verstrekt aan behoeftigen in Rusland.